# 17356 Vityazev
17356 Vityazev là một tiểu hành tinh vành đai chính với chu kỳ quỹ đạo là 1219.0125734 ngày (3.34 năm).
Nó được phát hiện ngày 9 tháng 8 năm 1978.